# Віктор Крістіансен
Віктор Крістіансен (дан. Victor Kristiansen; нар. 16 грудня 2002) — данський футболіст, лівий захисник англійського «Лестер Сіті» і національної збірної Данії.

## Клубна кар'єра
Вихованець футбольного клубу «Копенгаген». 29 листопада в матчі проти «Сеннер'юска» (3:1) він дебютував у Суперлізі.
Попри юний вік швидко став доволі стабільним гравцем основного складу «Копенгагена». Перспективний захисник привернув увагу представників сильніших європейських ліг. 20 січня 2023 року став гравцем англійського «Лестер Сіті», який сплатив за трансфер 17 мільйонів фунтів, що зробило цей трансфер рекордним для данського чемпіонату. Через травму основного лівого захисника команди Джеймса Джастіна протягом другої половини сезону 2022/23 мав регулярну ігрову практику, взявши участь у 12 іграх чемпіонату, утім не зміг допомогти «Лестеру» зберегти місце у Прем'єр-лізі.
30 серпня 2023 року на правах оренди перейшов до італійської «Болоньї».

## Кар'єра в збірній
Виступав за юнацькі збірні Данії різних вікових категорій.
Згодом у складі молодіжної збірної Данії взяв участь в молодіжному чемпіонаті Європи 2021 року в Угорщині та Словенії, де зіграв у матчі чвертьфіналу проти Німеччини (2:2), але в серії пенальті не забив свій удар, через що його команда програла 5:6 і покинула турнір.
У червні 2023 року 20-річний на той час гравець уперше з'явився на полі у складі національної збірної Данії.

## Статистика виступів

### Статистика виступів за збірну
Станом на 8 вересня 2024 року
| Дата       | Місто              | Господарі         | Результат | Гості             | Турнір                               | Голи | Примітки |
| ---------- | ------------------ | ----------------- | --------- | ----------------- | ------------------------------------ | ---- | -------- |
| 19-6-2023  | Любляна            | Словенія          | 1 – 1     | Данія             | Відбір до ЧЄ 2024                    | -    | 84'      |
| 10-9-2023  | Гельсінкі          | Фінляндія         | 0 – 1     | Данія             | Відбір до ЧЄ 2024                    | -    | 80'      |
| 17-11-2023 | Копенгаген         | Данія             | 2 – 1     | Словенія          | Відбір до ЧЄ 2024                    | -    | 86'      |
| 20-11-2023 | Белфаст            | Північна Ірландія | 2 – 0     | Данія             | Відбір до ЧЄ 2024                    | -    |          |
| 23-3-2024  | Копенгаген         | Данія             | 0 – 0     | Швейцарія         | товариський матч                     | -    | 83'      |
| 26-3-2024  | Бреннбю            | Данія             | 2 – 0     | Фарерські острови | товариський матч                     | -    |          |
| 5-6-2024   | Копенгаген         | Данія             | 2 – 1     | Швеція            | товариський матч                     | -    | 61'      |
| 8-6-2024   | Бреннбю            | Данія             | 3 – 1     | Норвегія          | товариський матч                     | -    |          |
| 16-6-2024  | Штутгарт           | Словенія          | 1 – 1     | Данія             | ЧЄ 2024 - груповий етап              | -    | 78'      |
| 20-6-2024  | Франкфурт-на-Майні | Данія             | 1 – 1     | Англія            | ЧЄ 2024 - груповий етап              | -    | 57'      |
| 25-6-2024  | Мюнхен             | Данія             | 0 – 0     | Сербія            | ЧЄ 2024 - груповий етап              | -    | 77'      |
| 29-6-2024  | Дортмунд           | Німеччина         | 2 – 0     | Данія             | ЧЄ 2024 - 1/8 фіналу                 | -    | 82'      |
| 5-9-2024   | Копенгаген         | Данія             | 2 – 0     | Швейцарія         | Ліга націй УЄФА 2024-2025 - 1-й етап | -    |          |
| 8-9-2024   | Копенгаген         | Данія             | 2 – 0     | Сербія            | Ліга націй УЄФА 2024-2025 - 1-й етап | -    | 59' 82'  |
| Усього     |                    | Матчів            | 14        |                   | Голів                                | 0    |          |

## Титули і досягнення
- Чемпіон Данії (1):

«Копенгаген»: 2021-22